# Войчинский, Станислав
Станислав Скарбек-Войчинский (пол. Stanisław Wojczyński; 6 декабря 1766, Водзична, Цеханувский повет — 16 марта 1837, Дрезден) — польский дивизионный генерал, кавалер ордена Virtuti Militari.

## Биография

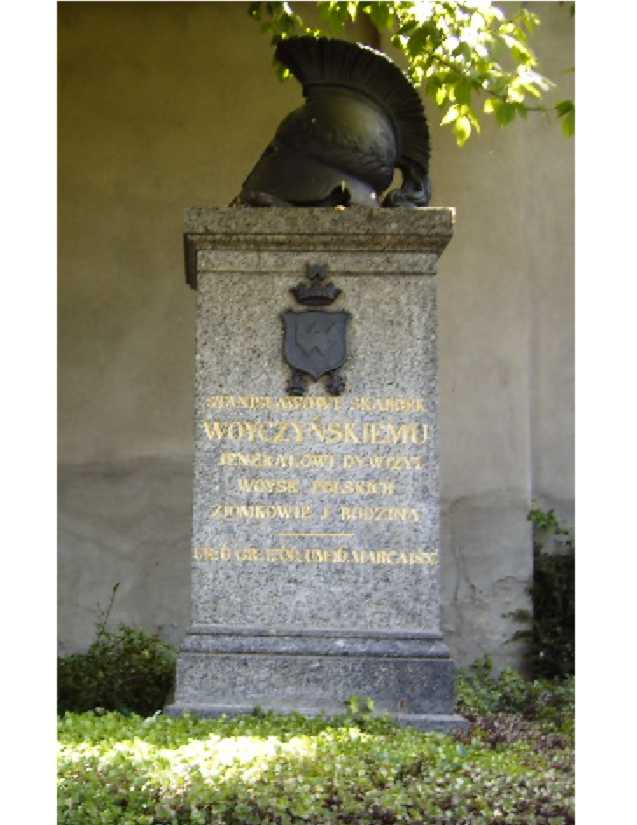
Могила Станислава Войчинского на Старом католическом кладбище в Дрездене

Представитель польского шляхетского рода Скарбек-Войчинских герба «Абданк». Сын подкомория равского Теодора Скарбека-Войчинского и Магдалены Добецкой.
Получил образование в Варшаве в Collegium Nobilium (1776—1781), после чего поступил на службу в кавалерию. Хорунжий (1784), ротмистр (1792). В 1790 году был депутатом Четырёхлетнего сейма от Равского воеводства в 1790 году. 
Ещё на стадии предварительной подготовки примкнул к участникам восстания Костюшко. 10 мая 1794 года официально объявил о начале восстания в Равском воеводстве; 19 мая получил должность земского генерал-майора, отвечавшего за сбор местного ополчения. Затем служил в дивизии генерала Якуба Ясинского командиром полка. 9 сентября он стал командиром дивизии, но уже 26 октября попал в плен к русским.
После подавления восстания Костюшко, сотрудничал с Яном Домбровским в деле организации Польских легионов, но не служил в них сам. После образования Герцогства Варшавского, 25 декабря 1806 года был произведён в бригадные генералы и назначен комендантом Плоцкого департамента ; с 1809 года был комендантом Торна.
В 1811 году был повышен до дивизионного генерала. 
В 1812 году был членом Генеральной конфедерации Королевства Польского, вынашивавшей честолюбивые планы о восстановлении Речи Посполитой в исторических границах. 
Уже в 1814 году поступил на службу в армию Царства Польского, но из-за возникших разногласий вскоре вышел в отставку. 
Поддержал Ноябрьское восстание 1830 года и был назначен главнокомандующим внутренней стражи, затем — Варшавским губернатором, затем — комендантом Краковского воеводства, затем — командиром гвардейского подразделения. 
После поражения восстания эмигрировал. Скончался в Дрездене и был похоронен там же на Старом католическом кладбище.